# 後藤藤四郎
後藤藤四郎（ごとうとうしろう）は、鎌倉時代に作られたとされる日本刀（短刀）。日本の国宝に指定されている。2018年現在は愛知県名古屋市の徳川美術館が所蔵する。国宝指定名称は「短刀 銘吉光（名物後藤藤四郎）」。

## 概要
鎌倉時代の刀工・粟田口則国あるいは国吉の子とされる藤四郎吉光により作られた。藤四郎吉光は、山城国粟田口派の刀工のうち最も著名であり、特に短刀や剣の名手として知られていた。後藤藤四郎も短刀であり、藤四郎吉光作刀の刃文は直刃が多い中、例外的に派手な刃文を有する。
後藤藤四郎の名前の由来は、大判小判など金貨の製造を行う金座の頭役を務めていた後藤庄三郎光次保持していたことによる。『享保名物帳』によれば、1629年（寛永6年）8月29日に徳川幕府第3代将軍徳川家光が老中の土井利勝の邸宅へ御成になった際、後藤藤四郎が利勝より家光へ献上されたという記録があることから、それ以前に光次から利勝へ後藤藤四郎を贈り、後に家光の許へ渡ったと考えられる。
1639年（寛永16年）9月、家光の長女である千代姫が徳川光義（後の尾張徳川家2代藩主光友）との婚礼の婿引き出物として光義に贈られた。元禄末期に老中より尾張藩附家老の嫡男である重臣に対して、藩主が江戸へ出府するに当たって将軍への手土産として後藤藤四郎を献上することを提案した。しかし、その重臣は千代姫の意向が不明であるとして、これを拒絶して流出を防いだ。
以降も尾張徳川家に伝来し、現在は徳川黎明会の所有で徳川美術館に保管されている。1953年（昭和28年）11月14日に重要文化財に指定され、1954年（昭和29年）3月20日には国宝に指定された。

## 作風

### 刀身
造り込みは平造、三つ棟。地鉄は小板目肌が約（つ）み、地沸（じにえ）つき、大肌交じり、強く冴える。刃文は広直刃（ひろすぐは）調に浅く湾（のた）れ、丁子交じり、足しきりに入り、匂深く、小沸つく。帽子は火焔となる。茎（なかご）は生ぶで、わずかに区（まち）を送り、茎尻は栗尻、鑢目（やすりめ）は勝手下がり。目釘孔は4つ。「吉光」の二字銘がある。
藤四郎作刀のものとして珍しく乱刃であり、刃先は焼き崩れ気味となっている。京都国立博物館主任研究員である末兼俊彦は、作風が通常のものと異なる原因について、匂口の仕上がりにムラがあったことから焼き入れで一部が崩れたのではないかと考察しており、失敗作であるが故の傑作であると評している。
『享保名物帳』にも本阿弥家10代当主である本阿弥光室も刀身表側の刃先が悪いとして低い評価を下していたが、すでに隠居していた先代の光徳は逆に激賞したため、改めて金300枚（大判300枚分の価値）の折り紙をつけたという逸話が記されている。末兼も、藤四郎吉光自身も刃先の焼き入れに失敗していることを分かっていたが、新しいことに挑戦しようとする作刀の中で、捨てるのが忍びなかった。その証拠として藤四郎は銘を切って完成品として世に送り出し、光徳も一目見て藤四郎の心意気を感じたからこそ高い評価を下したのだろうと述べている。